# Calpensia pulchra
Calpensia pulchra is een mosdiertjessoort uit de familie van de Microporidae. De wetenschappelijke naam van de soort is voor het eerst geldig gepubliceerd in 1926 door Harmer.